# Sans un bruit (film)
Pour les articles homonymes, voir Sans un bruit.
Série Sans un bruit
Sans un bruit 2
(2020)
Pour plus de détails, voir Fiche technique et Distribution.
Sans un bruit ou Un coin tranquille au Québec (A Quiet Place) est un thriller américain réalisé par John Krasinski, sorti en 2018.
Le film évoque un monde post-apocalyptique où l'arrivée de superprédateurs a eu raison de la majeure partie des populations humaine et animale. Les rares survivants vivent sous la menace de ces créatures très sensibles aux sons et doivent, par conséquent, demeurer dans le silence. Une famille du Midwest va devoir apprendre à lutter pour survivre, alors que la mère est sur le point d'accoucher.
Il est le premier volet d'une série. Une suite intitulée Sans un bruit 2 (A Quiet Place: Part II), également réalisée par John Krasinski, est sortie en 2020. Un film dérivé, Sans un bruit : jour 1 (A Quiet Place: Day One), est sorti en 2024. Un 4e film, Sans un bruit 3 (A Quiet Place Part III), est prévu.

## Synopsis
En 2020, pendant plus de trois mois, la plupart de la population humaine et animale de la Terre a été exterminée par des créatures aveugles arrivées d'on ne sait où. Les créatures, qui attaquent tout ce qui émet du bruit, ont une ouïe hypersensible et une peau indestructible et blindée. Parmi les survivants, la famille Abbott, constituée d'Evelyn et Lee, leur fille Regan, atteinte de surdité congénitale, et de leurs fils Marcus et Beau, cherchent des vivres, des médicaments et des objets divers dans le magasin abandonné d'une ville déserte. La famille communique en langue des signes. Beau, le plus jeune, âgé de quatre ans, est attiré par un jouet de navette spatiale à piles, mais Lee le lui enlève des mains à cause du bruit qu'il pourrait provoquer. En cachette, Regan rend toutefois le jouet à Beau, lequel prend également les piles que son père avait retirées, sans que personne le voie. Alors que la famille rentre chez elle à pied et traverse un pont, Beau active le jouet. Lee se précipite pour essayer de sauver son fils mais une créature, attirée par le bruit du jouet, emporte et tue le garçon.
Plus d'un an plus tard, Regan continue à éprouver de la culpabilité par rapport à la mort de son frère, tandis qu'Evelyn est enceinte d'un nouvel enfant et entre dans la phase finale de sa grossesse. Lee tente en vain d'entrer en contact par radio avec le monde extérieur et de réparer l'implant cochléaire de Regan avec des amplificateurs miniatures de balayage pour restaurer son audition. Plus tard, Marcus accompagne Lee vers une rivière proche afin d'apprendre à pêcher. En parallèle, Regan, que son père a refusé d'emmener, part sans prévenir sa mère pour se recueillir vers le mémorial consacré à Beau, près du pont où il est mort. Lee explique à Marcus qu'ils sont à l'abri des créatures en présence de sons plus forts comme ceux d'une rivière ou d'une cascade, car ils masquent leur voix. Marcus révèle ensuite que Regan se reproche la mort de Beau et a besoin que son père lui dise qu'il l'aime toujours. Sur le chemin du retour, le père et son fils croisent un vieil homme debout à côté du cadavre éventré d'une vieille femme (très certainement son épouse). Lee fait signe à l'homme de se taire, mais l'homme, n'ayant plus rien à perdre, hurle et attire une créature. Lee et Marcus ont le temps de courir se réfugier un peu plus loin alors qu'une créature attaque le vieil homme et le tue.
Au même moment, Evelyn, seule à la maison, perd les eaux plus tôt que prévu. En se dirigeant vers leur sous-sol, elle marche sur un clou exposé. La douleur et la surprise sont telles qu'elle laisse échapper un cri et fait tomber accidentellement un cadre en verre, ce qui alerte une créature proche, qui pénètre dans la maison. Evelyn actionne un commutateur qui allume des lumières rouges à l'extérieur comme signal de danger pour les autres et s'efforce de garder le silence malgré les contractions, puis elle parvient à sortir de la cave en attirant la créature ailleurs grâce à un minuteur. Arrivé à la ferme et voyant les lumières, Lee demande à Marcus de déclencher un feu d'artifice comme moyen de diversion, ce qu'il parvient à faire au moment même où sa mère ne peut retenir un cri à cause de l'accouchement imminent. En arrivant à la maison, Lee croit d'abord qu'Evelyn a été tuée car il voit du sang dans la baignoire, mais il la trouve finalement cachée dans la douche avec son fils nouveau-né. Il les emporte alors rapidement vers un sous-sol insonorisé qu'ils ont aménagé dans la grange en prévision de la naissance. De son côté, Regan retrouve Marcus dans un champ. Juste avant, elle ne s'est pas rendu compte que son implant cochléaire défectueux a réagi à la proximité d'une créature en émettant un son haute fréquence qui l'a effrayée et chassée. Les deux enfants se réfugient ensuite au sommet d'un silo à grains, où ils tentent d'alerter leur père avec un feu, qui finit par s'éteindre lorsqu'ils sont à court de liquide d'allumage.
Lee part à la recherche des autres enfants, en promettant à sa femme qu'il les protégera. Evelyn s'endort alors, mais se réveille bientôt pour découvrir que, à cause des dégâts provoqués par la créature dans la grange, un tuyau cassé a inondé le sous-sol et qu'une créature s'est frayé un chemin dans le refuge. Elle prend son bébé et se cache derrière l'eau qui ruisselle, ce bruit pouvant ainsi camoufler les gazouillis de son enfant. Estimant que Lee ne viendra pas, Regan veut descendre du silo alors que Marcus lui demande de continuer d'attendre. Une porte d’écoutille cède alors soudainement et Marcus tombe dans le silo. Le son de la porte en train de tomber distrait la créature qui était sur le point de découvrir Evelyn, et se dirige vers le silo. Regan, qui a sauté pour aider Marcus, s'enfonce à son tour dans le maïs et suffoque presque, mais Marcus la rattrape et tous deux se réfugient sur la porte qui est posée à l'horizontale sur les grains. La créature pénètre dans le silo, mais elle fuit rapidement, à nouveau à cause du son émis par l'implant de Regan. En ouvrant un trou béant dans sa fuite, le monstre permet aux enfants de s'échapper du silo et de retrouver leur père qui arrive sur place au même moment après avoir suivi la créature.
Quand la créature revient dans les parages, Lee demande à ses enfants de se cacher dans une camionnette. Il est ensuite attaqué et blessé. Marcus crie de façon impulsive, attirant la créature vers le véhicule. En raison du son désagréable, Regan éteint son implant cochléaire pour la première fois, ignorant le fait qu'il pourrait chasser la créature. Lee décide alors de se sacrifier : après avoir fait signe à Regan qu'il l'aime et l'a toujours aimée, il hurle pour éloigner la créature de ses enfants. Lee est tué et Marcus desserre le frein à main pour faire descendre la camionnette en bas d'une colline. De retour à la ferme, ils retrouvent Evelyn — qui a vu la mort de son mari grâce aux caméras de surveillance — et ils se dirigent vers la cave de la maison où les enfants font connaissance avec leur nouveau frère. Regan découvre aussi tout le matériel de son père et prend conscience de tous ses efforts, notamment au sujet de son implant.
Le monstre revient alors vers la ferme et pénètre à nouveau dans la cave. En observant les réactions que produit la créature sur les écrans, qui deviennent brouillés, Regan se rend compte progressivement que certains sons mettent l'alien en difficulté. Elle remet alors son implant sous tension et le place sur un microphone à proximité, amplifiant la rétroaction. Visiblement désorientée, la créature expose la chair de sa tête sous sa carapace blindée, ce qui permet à Evelyn de tirer avec son fusil et de la tuer. La famille regarde un moniteur de vidéosurveillance, montrant deux créatures attirées par la détonation du fusil de chasse qui s'approchent de la maison. Forts de leur nouvelle connaissance des faiblesses des créatures, Regan et Evelyn se préparent à riposter, la jeune fille augmentant le volume de l'appareil connecté au microphone.

## Fiche technique
Sauf indication contraire, les informations mentionnées dans cette section peuvent être confirmées par les bases de données cinématographiques IMDb et Allociné,  présentes dans la section « Liens externes ».
- Titre original : A Quiet Place
- Titre français : Sans un bruit
- Titre québécois : Un coin tranquille[1]
- Réalisation : John Krasinski
- Scénario : John Krasinski, Bryan Woods et Scott Beck, d'après une histoire de Bryan Woods et Scott Beck
- Musique : Marco Beltrami
  - Musiques additionnelles : Miles Hankins, Brandon Roberts et Marcus Trumpp
  - Orchestration : Pete Anthony, Rossano Galante, Mark Graham, Jim Honeyman, Gregory Jamrok, Jon Kull, Dana Niu et Marcus Trumpp
  - Montage musical : Jim Schultz et Del Spiva
- Direction artistique : Ali Kashfi et Sebastian Schroder
- Décors : Jeffrey Beecroft
- Costumes : Kasia Walicka-Maimone
- Maquillage : Evelyne Noraz
- Coiffure : Annemarie Bradley-Sherron
- Photographie : Charlotte Bruus Christensen
- Son : Erik Aadahl, Noyan Cosarer, Brandon Proctor, Ethan Van der Ryn
- Montage : Christopher Tellefsen
- Production : Michael Bay, Andrew Form et Bradley Fuller
  - Production déléguée : Scott Beck, Celia D. Costas, Aaron Janus, John Krasinski, Allyson Seeger et Bryan Woods
  - Production associée : Jeffrey Beecroft et Alexa Zinz Ginsburg
  - Coproduction : Deb Dyer
- Sociétés de production : Platinum Dunes, présenté par Paramount Pictures (en association avec Michael Bay) et Sunday Night Productions (non crédité)
- Société de distribution : Paramount Pictures (États-Unis, Canada) ; Paramount Pictures International (France, Belgique)
- Budget : 17 millions de dollars[3]
- Pays de production :  États-Unis
- Langues originales : anglais, langue des signes américaine
- Format : couleur (DeLuxe) - 35 mm / Digital - 2,39:1 (Panavision) - son Dolby Atmos / SDDS / Auro 11.1 / DTS (DTS: X)
- Genre : thriller, horreur, drame, science-fiction post-apocalyptique, survie
- Durée : 90 minutes
- Dates de sortie[4] :
  - États-Unis : 9 mars 2018 (Festival du film Sud par Sud-Ouest) ; 6 avril 2018 (sortie nationale)
  - Canada (Québec) : 6 avril 2018[1]
  - Belgique : 9 mai 2018[5]
  - France, Suisse romande : 20 juin 2018[6]
- Classification :
  - États-Unis : accord parental recommandé, film déconseillé aux moins de 13 ans (PG-13 - Parents Strongly Cautioned)[N 1]
  - France : interdit aux moins de 12 ans[7],[N 2]
  - Belgique : potentiellement préjudiciable jusqu'à 12 ans (12 - Mogelijk schadelijk voor kinderen onder de 12 jaar)[5],[8],[N 3]
  - Québec : 13 ans et plus (13+ / 13 years and over)
  - Suisse romande : interdit aux moins de 14 ans[9]

## Distribution
- Emily Blunt (VF : Laëtitia Lefebvre ; VQ : Camille Cyr-Desmarais) : Evelyn Abbott
- John Krasinski (VF : Stéphane Pouplard ; VQ : Frédérik Zacharek) : Lee Abbott
- Noah Jupe (VF : Timothé Vom Dorp) : Marcus Abbott
- Millicent Simmonds : Regan Abbott
- Cade Woodward : Beau Abbott
- Leon Russom : le vieil homme dans la forêt

 Source et légende : version française (VF) sur RS Doublage
 Source et légende : version québécoise (VQ) sur Doublage.qc.ca

## Production

### Genèse et développement
Les scénaristes Scott Beck et Bryan Woods commencent à écrire le script en janvier 2016. Paramount Pictures achète, en mars 2017, leur script spéculatif et engage John Krasinski pour le réécrire et réaliser le film.

### Attribution des rôles
En mars 2017, John Krasinski et sa femme Emily Blunt se voient dans les rôles principaux.
John Krasinski lui-même engage Millicent Simmonds dans le rôle de Regan Abbott, la fille sourde de Lee et d’Evelyn ; pour plusieurs raisons, il ne voulait pas « une actrice entendante faisant la sourde ».

### Tournage
Le tournage commence en mai 2017, dans l’État de New York, précisément dans le comté de Dutchess, dont le plateau de tournage au village Pawling ainsi que la ville Beacon, et le comté d'Ulster jusqu’en novembre. Ils y embauchent des agriculteurs pour cultiver vingt tonnes de maïs.

## Accueil

### Accueil critique
Sur Rotten Tomatoes, le film a un score de 95 % et une moyenne de 8,1⁄10 basée sur un ensemble de 264 critiques et sur Metacritic, le film a une note de 82 sur 100 basée sur 55 critiques.
En France, le site Allociné propose une moyenne de 3,7⁄5 à partir de plusieurs critiques de presse, et une autre à 3,6⁄5 pour les critiques des spectateurs.
La rédaction du Figaro est conquise par le film : « Il n'y a rien à jeter dans ce « family movie » bourré de trouvailles et d'astuces purement cinématographiques. Krasinski met nos nerfs à rude épreuve. ». En revanche, les Cahiers du Cinéma n'ont pas été convaincus par le film et écrivent que « Sans un bruit finit par devenir un banal Alien campagnard avec des scènes de suspense grossières, une bande-son bêtement bruyante et des monstres à la conception bâclée. »[réf. nécessaire].

### Box-office
| Pays ou région        | Box-office       | Date d'arrêt du box-office | Nombre de semaines |
| --------------------- | ---------------- | -------------------------- | ------------------ |
| États-Unis Canada     | 188 024 361 $    | 2 août 2018                | 17                 |
| France                | 647 910 entrées, | 14 août 2018               | 8                  |
| Total hors États-Unis | 152 928 610 $    | 6 novembre 2018            | 25                 |
| Total mondial         | 340 955 294 $    | 6 novembre 2018            | 25                 |

Lors de son premier week-end, le film réalise un excellent démarrage en rapportant 50 203 562 dollars de recettes en Amérique du Nord et effectue le troisième meilleur démarrage de tous les temps pour un film d'horreur derrière Paranormal Activity 3 (52 568 183 dollars) et Ça (123 403 419 dollars),. À la fin de sa première semaine d'exploitation, le film cumule 67 035 885 dollars de recettes au Canada et aux États-Unis. Lors de son second weekend, le film rapporte 32 970 049 dollars et cumule 100 005 934 dollars de recettes. Le film cumule 188 024 361 dollars de recettes en Amérique du Nord en fin d'exploitation et 340 955 294 dollars de recettes mondiales. Le film affiche un taux de rentabilité de 2 066 %.
En France, le film s'impose lors des premières séances parisiennes en réalisant 1 006 entrées. Cependant, le film termine sa première semaine à la 2e place du box-office en réalisant 232 862 entrées. La semaine suivante, le film réussit à garder la 2e place du box-office et subit une faible baisse de fréquentation (−7 %) en réalisant 216 813 entrées. À la fin de son exploitation en salles, le film cumule 647 910 entrées.

## Distinctions
Source : Internet Movie Database et Allociné

### Distinctions 2018
| Évènements                                               | Catégorie / Récompense                                                                | Nommé(es) / Lauréat(es)                                                                  | Résultat   |
| -------------------------------------------------------- | ------------------------------------------------------------------------------------- | ---------------------------------------------------------------------------------------- | ---------- |
| Atlanta Film Critics Circle                              | Meilleur film                                                                         | Sans un bruit (4e place)                                                                 | Nomination |
| Black Film Critics Circle                                | Meilleur film                                                                         | Sans un bruit (10e place)                                                                | Nomination |
| Detroit Film Critics Society                             | Meilleur film                                                                         | Sans un bruit                                                                            | Nomination |
| Dublin Film Critics' Circle                              | Meilleur film                                                                         | Sans un bruit (5e place)                                                                 | Nomination |
| Festival du film de Hollywood                            | Meilleur son de l'année                                                               | Ethan Van der Ryn, Erik Aadahl et Brandon Proctor                                        | Lauréat    |
| Florida Film Critics Circle                              | Meilleur scénario original                                                            | John Krasinski, Scott Beck et Bryan Woods                                                | Nomination |
| Fright Meter Awards                                      | Meilleur film d'horreur                                                               | Sans un bruit                                                                            | Nomination |
| Fright Meter Awards                                      | Meilleurs effets spéciaux                                                             | Sans un bruit                                                                            | Nomination |
| Fright Meter Awards                                      | Meilleur réalisateur                                                                  | John Krasinski                                                                           | Nomination |
| Fright Meter Awards                                      | Meilleur acteur                                                                       | John Krasinski                                                                           | Nomination |
| Fright Meter Awards                                      | Meilleur actrice                                                                      | Emily Blunt                                                                              | Nomination |
| Fright Meter Awards                                      | Meilleure actrice dans un second rôle                                                 | Millicent Simmonds                                                                       | Nomination |
| Fright Meter Awards                                      | Meilleur scénario                                                                     | John Krasinski, Scott Beck et Bryan Woods                                                | Nomination |
| Fright Meter Awards                                      | Meilleur montage                                                                      | Christopher Tellefsen                                                                    | Nomination |
| Fright Meter Awards                                      | Meilleur compositeur                                                                  | Marco Beltrami                                                                           | Nomination |
| Golden Schmoes Awards                                    | Golden Schmoes du meilleur film d'horreur de l'année                                  | Sans un bruit                                                                            | Lauréat    |
| Golden Schmoes Awards                                    | Golden Schmoes de la meilleure actrice dans un second rôle de l'année                 | Emily Blunt                                                                              | Lauréat    |
| Golden Schmoes Awards                                    | Meilleur réalisateur de l'année                                                       | John Krasinski                                                                           | Nomination |
| Golden Schmoes Awards                                    | Meilleur scénario de l'année                                                          | Scott Beck, John Krasinski et Bryan Woods                                                | Nomination |
| Golden Schmoes Awards                                    | Meilleure bande-annonce de l'année                                                    | Sans un bruit                                                                            | Nomination |
| Golden Schmoes Awards                                    | La plus grande surprise de l'année                                                    | Sans un bruit                                                                            | Nomination |
| Golden Schmoes Awards                                    | Film préféré de l'année                                                               | Sans un bruit                                                                            | Nomination |
| Golden Trailer Awards                                    | Meilleure bande-annonce d'un film d'horreur                                           | Paramount Pictures et AV Squad                                                           | Lauréat    |
| Golden Trailer Awards                                    | Publicité la plus innovante pour un long métrage                                      | Paramount Pictures et M3 Creative                                                        | Lauréat    |
| Golden Trailer Awards                                    | Meilleur spot TV d'horreur                                                            | Paramount Pictures                                                                       | Lauréat    |
| Golden Trailer Awards                                    | Meilleure bande-annonce d'un film d'horreur                                           | Paramount Pictures et Ignition Creative                                                  | Nomination |
| Greater Western New York Film Critics Association Awards | Meilleur scénario original                                                            | John Krasinski, Scott Beck et Bryan Woods                                                | Nomination |
| Hollywood Critics Association Midseason Awards           | Meilleur film                                                                         | Sans un bruit                                                                            | Nomination |
| Hollywood Music In Media Awards (HMMA)                   | Meilleure musique originale pour un film de science-fiction, fantastique ou d’horreur | Marco Beltrami                                                                           | Nomination |
| Hollywood Post Alliance                                  | Meilleur montage de film                                                              | Christopher Tellefsen                                                                    | Lauréat    |
| IGN Summer Movie Awards                                  | Meilleur film d'horreur                                                               | Sans un bruit                                                                            | Nomination |
| IGN Summer Movie Awards                                  | Meilleur réalisateur                                                                  | John Krasinski                                                                           | Nomination |
| IGN Summer Movie Awards                                  | Meilleur second rôle dans un film                                                     | Millicent Simmonds                                                                       | Nomination |
| Indiana Film Journalists Association                     | Meilleur réalisateur                                                                  | John Krasinski                                                                           | Nomination |
| Indiana Film Journalists Association                     | Meilleure actrice dans un second rôle                                                 | Millicent Simmonds                                                                       | Nomination |
| Indiana Film Journalists Association                     | Meilleure actrice dans un second rôle                                                 | Emily Blunt                                                                              | Nomination |
| International Online Cinema Awards (INOCA)               | Prix Halfway du meilleur mixage sonore                                                | Brandon Proctor et Michael Barosky                                                       | Lauréat    |
| International Online Cinema Awards (INOCA)               | Prix Halfway du meilleur montage sonore                                               | Ethan Van der Ryn et Erik Aadahl                                                         | Lauréat    |
| Kansas City Film Critics Circle                          | Prix Vincent Koehler du meilleur film de science-fiction, fantastique ou d'horreur    | Sans un bruit                                                                            | Lauréat    |
| Las Vegas Film Critics Society                           | Sierra Award du meilleur film d'horreur ou de science-fiction                         | Sans un bruit                                                                            | Lauréat    |
| Las Vegas Film Critics Society                           | Sierra Award du meilleur scénario original                                            | John Krasinski, Scott Beck et Bryan Woods                                                | Lauréat    |
| Los Angeles Online Film Critics Society Awards           | Meilleur film de science-fiction ou d'horreur                                         | Sans un bruit                                                                            | Lauréat    |
| Los Angeles Online Film Critics Society Awards           | Meilleur film                                                                         | Sans un bruit                                                                            | Nomination |
| Los Angeles Online Film Critics Society Awards           | Meilleur scénario original                                                            | John Krasinski, Scott Beck et Bryan Woods                                                | Nomination |
| Los Angeles Online Film Critics Society Awards           | Meilleur acteur de 23 ans et moins                                                    | Noah Jupe                                                                                | Nomination |
| Los Angeles Online Film Critics Society Awards           | Meilleure actrice de 23 ans et moins                                                  | Millicent Simmonds                                                                       | Nomination |
| Media Access Awards                                      | Prix commémoratif WGAW Evan Somers                                                    | John Krasinski, Scott Beck et Bryan Woods                                                | Lauréat    |
| MTV Movie & TV Awards                                    | Performance la plus effrayante                                                        | Emily Blunt                                                                              | Nomination |
| National Board of Review                                 | Top 10 de l'année                                                                     | Sans un bruit                                                                            | Lauréat    |
| National Film and Television Awards                      | Meilleure révélation                                                                  | Emily Blunt                                                                              | Nomination |
| Odyssey Awards                                           | Meilleur film d'horreur                                                               | Sans un bruit                                                                            | Nomination |
| Odyssey Awards                                           | Meilleur film de science-fiction                                                      | Sans un bruit                                                                            | Nomination |
| Odyssey Awards                                           | Meilleur scénario original                                                            | John Krasinski, Scott Beck et Bryan Woods                                                | Nomination |
| People's Choice Awards                                   | Film de l'année                                                                       | Sans un bruit                                                                            | Nomination |
| People's Choice Awards                                   | Film dramatique de l'année                                                            | Sans un bruit                                                                            | Nomination |
| People's Choice Awards                                   | Star de cinéma dramatique                                                             | John Krasinski                                                                           | Nomination |
| People's Choice Awards                                   | Star de cinéma dramatique                                                             | Emily Blunt                                                                              | Nomination |
| Phoenix Critics Circle                                   | Meilleur film de science-fiction                                                      | Sans un bruit                                                                            | Nomination |
| Phoenix Critics Circle                                   | Meilleur film d'horreur                                                               | Sans un bruit                                                                            | Nomination |
| Phoenix Film Critics Society                             | Top 10 des meilleurs films                                                            | Sans un bruit                                                                            | Lauréat    |
| Prix Bram-Stoker                                         | Meilleur scénario                                                                     | John Krasinski, Scott Beck et Bryan Woods                                                | Nomination |
| San Diego Film Critics Society                           | Meilleur film                                                                         | Sans un bruit                                                                            | Nomination |
| San Diego Film Critics Society                           | Meilleur réalisateur                                                                  | John Krasinski                                                                           | Nomination |
| San Diego Film Critics Society                           | Meilleur scénario original                                                            | John Krasinski, Scott Beck et Bryan Woods                                                | Nomination |
| San Diego Film Critics Society                           | Meilleur montage                                                                      | Christopher Tellefsen                                                                    | Nomination |
| South by Southwest                                       | Tête d'affiche                                                                        | John Krasinski                                                                           | Nomination |
| St. Louis Film Critics Association                       | Meilleure actrice dans un second rôle                                                 | Emily Blunt                                                                              | Nomination |
| St. Louis Film Critics Association                       | Meilleur scénario original                                                            | John Krasinski, Scott Beck et Bryan Woods                                                | Nomination |
| Teen Choice Awards                                       | Meilleur film dramatique                                                              | Sans un bruit                                                                            | Nomination |
| The BAM Awards                                           | Meilleur casting                                                                      | Emily Blunt, John Krasinski, Millicent Simmonds, Noah Jupe, Leon Russom et Cade Woodward | Nomination |
| The BAM Awards                                           | Meilleure actrice                                                                     | Emily Blunt                                                                              | Nomination |
| The BAM Awards                                           | Meilleur acteur                                                                       | John Krasinski                                                                           | Nomination |
| Washington DC Area Film Critics Association              | Meilleure jeune actrice                                                               | Millicent Simmonds                                                                       | Nomination |

### Distinctions 2019
| Évènements                                                           | Catégorie / Récompense                                                              | Nommé(es) / Lauréat(es) | Résultat   |
| -------------------------------------------------------------------- | ----------------------------------------------------------------------------------- | --- | ---------- |
| AARP Movies for Grownups Awards                                      | Meilleur film intergénérationnel                                                    | Sans un bruit | Nomination |
| Academy of Science Fiction, Fantasy and Horror Films - Saturn Awards | Saturn Award du meilleur film d'horreur                                             | Sans un bruit | Lauréat    |
| Academy of Science Fiction, Fantasy and Horror Films - Saturn Awards | Saturn Award du meilleur scénario                                                   | Scott Beck, John Krasinski et Bryan Woods | Lauréat    |
| Academy of Science Fiction, Fantasy and Horror Films - Saturn Awards | Meilleur montage                                                                    | Christopher Tellefsen | Nomination |
| Academy of Science Fiction, Fantasy and Horror Films - Saturn Awards | Meilleure jeune actrice                                                             | Millicent Simmonds | Nomination |
| Academy of Science Fiction, Fantasy and Horror Films - Saturn Awards | Meilleurs effets spéciaux                                                           | Scott Benza, Scott Farrar et Rick O'Connor | Nomination |
| American Film Institute Awards                                       | Film de l'année                                                                     | Sans un bruit | Lauréat    |
| Art Directors Guild                                                  | Meilleur film contemporain                                                          | Jeffrey Beecroft, Cristina Cecili, Ali Kashfi, Heather Loeffler, Thomas Pringle, Scott Purcell, Jon Ringbom, Sebastian Schroeder et Furio Tedeschi | Nomination |
| Association of Motion Picture Sound                                  | Meilleur son pour un long métrage                                                   | Michael Barosky, Frank Graziadei, Robert Jackson, Brandon Proctor et Ethan Van der Ryn                                                             | Nomination |
| Australian Academy of Cinema and Television Arts Awards              | Meilleur scénario original                                                          | John Krasinski, Scott Beck et Bryan Woods | Nomination |
| Australian Academy of Cinema and Television Arts Awards              | Meilleure actrice dans un second rôle                                               | Emily Blunt | Nomination |
| Awards Circuit Community Awards (ACCA)                               | Meilleur film                                                                       | Michael Bay, Andrew Form et Brad Fuller | Nomination |
| Awards Circuit Community Awards (ACCA)                               | Meilleur scénario original                                                          | Scott Beck, John Krasinski et Bryan Woods | Nomination |
| Awards Circuit Community Awards (ACCA)                               | Meilleur son                                                                        | Erik Aadahl, Michael Barosky, Brandon Proctor et Ethan Van der Ryn                                                                                 | Nomination |
| British Academy Film Awards                                          | Meilleur son                                                                        | Erik Aadahl, Michael Barosky, Brandon Proctor et Ethan Van der Ryn                                                                                 | Nomination |
| Casting Society of America                                           | Nommé au Prix Zeitgeist                                                             | Jodi Angstreich, Maribeth Fox et Laura Rosenthal                                                                                                   | Nomination |
| Cinema Audio Society                                                 | Meilleur mixage sonore d'un film en prises de vues réelles                          | Michael Barosky, Michael Barry, Bob Lacivita, Tyson Lozensky, Peter Persaud et Brandon Proctor                                                     | Nomination |
| CinEuphoria Awards                                                   | Meilleur son / effets sonores - Compétition internationale                          | Ethan Van der Ryn, Erik Aadahl, Michael Barosky et Brandon Proctor                                                                                 | Lauréat    |
| CinEuphoria Awards                                                   | Meilleure bande-annonce - Compétition internationale                                | Sans un bruit | Nomination |
| CinEuphoria Awards                                                   | Meilleure actrice dans un second rôle - Compétition internationale                  | Emily Blunt | Nomination |
| CinEuphoria Awards                                                   | Meilleur acteur dans un second rôle - Compétition internationale                    | John Krasinski | Nomination |
| CinEuphoria Awards                                                   | Meilleur réalisateur - Compétition internationale                                   | John Krasinski | Nomination |
| Club Média Ciné                                                      | Nommé au Grand Prix (Laurier du Cinéma) du meilleur film étranger                   | Sans un bruit | Nomination |
| Columbus Film Critics Association                                    | Actrice de l'année (pour une œuvre exemplaire)                                      | Emily Blunt | Nomination |
| Columbus Film Critics Association                                    | Meilleur scénario original                                                          | Scott Beck, John Krasinski et Bryan Woods | Nomination |
| Columbus Film Critics Association                                    | Meilleur film                                                                       | Sans un bruit | Nomination |
| Columbus Film Critics Association                                    | Meilleur artiste de cinéma                                                          | John Krasinski (pour la réalisation, la scénarisation et le jeu d'acteur)                                                                          | Nomination |
| Critics' Choice Movie Awards                                         | Meilleur film de science-fiction ou film d'horreur                                  | Sans un bruit | Lauréat    |
| Critics' Choice Movie Awards                                         | Meilleur scénario original                                                          | Scott Beck, John Krasinski et Bryan Woods | Nomination |
| Critics' Choice Movie Awards                                         | Meilleure jeune actrice                                                             | Millicent Simmonds | Nomination |
| Denver Film Critics Society                                          | Meilleur film de science-fiction / horreur                                          | Sans un bruit | Lauréat    |
| Denver Film Critics Society                                          | Meilleur scénario original                                                          | John Krasinski, Scott Beck et Bryan Woods | Lauréat    |
| Denver Film Critics Society                                          | Meilleure musique originale                                                         | Marco Beltrami | Nomination |
| Écrivains de science-fiction et de fantaisie d'Amérique              | Meilleure présentation dramatique                                                   | Scott Beck, John Krasinski et Bryan Woods | Nomination |
| Fangoria Chainsaw Awards                                             | Meilleure actrice                                                                   | Emily Blunt | Nomination |
| Fangoria Chainsaw Awards                                             | Meilleur film à large diffusion                                                     | John Krasinski | Nomination |
| Fangoria Chainsaw Awards                                             | Meilleur réalisateur                                                                | John Krasinski | Nomination |
| Fangoria Chainsaw Awards                                             | Meilleur scénario                                                                   | Scott Beck, John Krasinski et Bryan Woods | Nomination |
| Fangoria Chainsaw Awards                                             | Meilleure actrice dans un second rôle                                               | Millicent Simmonds | Nomination |
| Georgia Film Critics Association Awards                              | Meilleur film                                                                       | Sans un bruit | Nomination |
| Georgia Film Critics Association Awards                              | Meilleur scénario original                                                          | Scott Beck, John Krasinski et Bryan Woods | Nomination |
| Gold Derby Awards                                                    | Gold Derby Award du meilleur son                                                    | Erik Aadahl, Michael Barosky, Brandon Proctor et Ethan Van der Ryn                                                                                 | Lauréat    |
| Gold Derby Awards                                                    | Meilleure actrice dans un second rôle                                               | Emily Blunt | Nomination |
| Gold Derby Awards                                                    | Meilleur réalisateur                                                                | John Krasinski | Nomination |
| Gold Derby Awards                                                    | Meilleur scénario original                                                          | Scott Beck, John Krasinski et Bryan Woods | Nomination |
| Gold Derby Awards                                                    | Meilleur film                                                                       | Michael Bay, Andrew Form et Brad Fuller | Nomination |
| Gold Derby Awards                                                    | Meilleur montage                                                                    | Christopher Tellefsen | Nomination |
| Golden Globes                                                        | Meilleure musique de film                                                           | Marco Beltrami | Nomination |
| Hawaii Film Critics Society                                          | Meilleur film de science-fiction / d'horreur                                        | Sans un bruit | Lauréat    |
| Hawaii Film Critics Society                                          | Meilleure actrice dans un second rôle                                               | Emily Blunt | Lauréat    |
| Hawaii Film Critics Society                                          | Meilleur réalisateur                                                                | John Krasinski | Nomination |
| Hawaii Film Critics Society                                          | Meilleure musique originale                                                         | Marco Beltrami | Nomination |
| International Online Cinema Awards (INOCA)                           | Meilleur montage sonore                                                             | Ethan Van der Ryn et Erik Aadahl | Lauréat    |
| International Online Cinema Awards (INOCA)                           | Meilleur mixage sonore                                                              | Brandon Proctor et Michael Barosky | Nomination |
| Latino Entertainment Journalists Association Film Awards             | Meilleur son                                                                        | Erik Aadahl, Michael Barosky, Brandon Proctor et Ethan Van der Ryn                                                                                 | Nomination |
| London Film Critics Circle                                           | Actrice britannique / irlandaise de l'année                                         | Emily Blunt | Nomination |
| London Film Critics Circle                                           | Jeune acteur britannique / irlandais de l'année                                     | Noah Jupe | Nomination |
| London Film Critics Circle                                           | Meilleure réussite technique de l'année                                             | Erik Aadahl et Ethan Van der Ryn | Nomination |
| Motion Picture Sound Editors                                         | Prix Bobine d'or du meilleur montage des effets sonores et bruitages dans un film   | Erik Aadahl, Steve Baine, Justin M. Davey, Brandon Jones, Peter Persaud, Jonathan Klein et Ethan Van der Ryn                                       | Lauréat    |
| Motion Picture Sound Editors                                         | Meilleur montage sonore d’une partition musicale pour un long métrage               | Jim Schultz et Del Spiva | Nomination |
| Motion Picture Sound Editors                                         | Meilleur montage sonore, dialogues et doublages dans un film                        | Erik Aadahl, Robert Jackson et Ethan Van der Ryn                                                                                                   | Nomination |
| MovieGuide Awards                                                    | Performances les plus inspirantes dans les films                                    | Emily Blunt | Nomination |
| MovieGuide Awards                                                    | Performances les plus inspirantes dans les films                                    | John Krasinski | Nomination |
| Music City Film Critics' Association Awards                          | Meilleur film d'horreur                                                             | Michael Bay, Andrew Form et Brad Fuller | Lauréat    |
| Music City Film Critics' Association Awards                          | Meilleur son                                                                        | Sans un bruit | Nomination |
| Music City Film Critics' Association Awards                          | Meilleure intégration sonore                                                        | Sans un bruit | Nomination |
| Online Film Critics Society                                          | Meilleur son                                                                        | Sans un bruit | Lauréat    |
| Online Film and Television Association                               | OFTA Film Award du meilleur montage d'effets sonores                                | Erik Aadahl et Ethan Van der Ryn | Lauréat    |
| Online Film and Television Association                               | Meilleure performance jeunesse                                                      | Millicent Simmonds | Nomination |
| Online Film and Television Association                               | Meilleur scénario écrit directement pour l'écran                                    | Scott Beck, John Krasinski et Bryan Woods | Nomination |
| Online Film and Television Association                               | Meilleur mixage sonore                                                              | Michael Barry, Michael Barosky et Brandon Proctor                                                                                                  | Nomination |
| Online Film and Television Association                               | Meilleure affiche de film                                                           | Sans un bruit | Nomination |
| Online Film and Television Association                               | Meilleure bande-annonce de film                                                     | Sans un bruit | Nomination |
| Oscars                                                               | Meilleur montage sonore                                                             | Ethan Van der Ryn et Erik Aadahl | Nomination |
| Prix Hugo                                                            | Meilleure présentation dramatique (format long)                                     | John Krasinski, Scott Beck et Bryan Woods | Nomination |
| Producers Guild of America Awards                                    | Meilleure production de film                                                        | Michael Bay, Andrew Form et Brad Fuller | Nomination |
| Publicists Guild of America                                          | Meilleur film                                                                       | Sans un bruit | Nomination |
| Satellite Awards                                                     | Meilleur son (montage et mixage)                                                    | Sans un bruit | Lauréat    |
| Satellite Awards                                                     | Meilleur scénario original                                                          | John Krasinski, Bryan Woods et Scott Beck | Nomination |
| Screen Actors Guild Awards                                           | Prix de la Guilde des acteurs de cinéma de la meilleure actrice dans un second rôle | Emily Blunt | Lauréat    |
| Writers Guild of America Awards                                      | Meilleur scénario                                                                   | Scott Beck, John Krasinski et Bryan Woods | Nomination |

### Distinctions 2020
| Évènements        | Catégorie / Récompense           | Nommé(es) / Lauréat(es)                                            | Résultat |
| ----------------- | -------------------------------- | ------------------------------------------------------------------ | -------- |
| Gold Derby Awards | Derby d'or du son de la décennie | Erik Aadahl, Michael Barosky, Brandon Proctor et Ethan Van der Ryn | Lauréat  |

## Éditions en vidéo
- En France, le film Sans un bruit est sorti en DVD, Blu-ray, ainsi qu'une version 4K Ultra HD + Blu-ray le 30 octobre 2018[31],[32],[33]. Le film est également sorti en VOD le 11 juin 2019[18].
- Au Québec, le film est sorti en DVD, Blu-ray et copie numérique le 10 juillet 2018[1].

## Suites

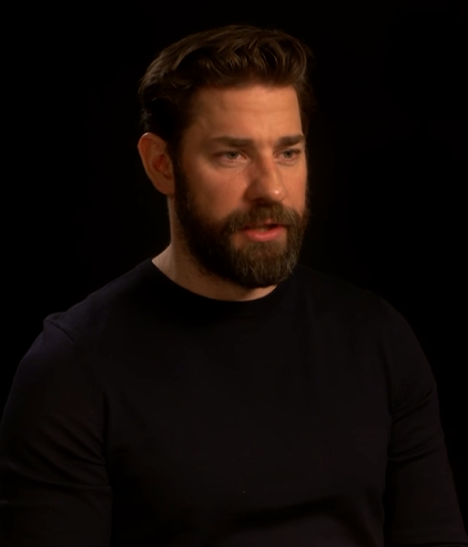
John Krasinski en 2018.

Une suite, Sans un bruit 2, sort en 2021. Un troisième film, A Quiet Place: Day One, est réalisé par Michael Sarnoski et tourné en 2023. Il s'agit d'un film dérivé avec notamment Joseph Quinn et Lupita Nyong'o. Un autre film faisant suite à Sans un bruit 2 et réalisé par John Krasinski est également prévu.